# Xilofobia
La xilofobia o hilofobia  es un trastorno psíquico definido por un miedo irracional a la madera u objetos de madera, el bosque, los árboles y elementos que se le asimilen o imiten. La palabra xilofobia se deriva del griego xylón o hylo («madera») y phobos («miedo»). Se encuentra en el grupo de fobias extrañas, ya que pocos la padecen. 

## Causas
Generalmente las fobias se originan por traumas ocurridos en la infancia; la xilofobia no es la excepción. El paciente con este trastorno tal vez sufrió un evento traumático producido o producto de un objeto de madera.

## Síntomas
Algunos síntomas pueden ser sensación de angustia incontrolable, constante evasión de los objetos de madera o árboles, ansiedad e impotencia en relación con objetos de estas características, sudoración, palpitaciones, dificultad para respirar, pánico y ansiedad. 
Cuando el padecimiento es muy avanzado modifica la calidad de vida de la persona que la padece ya que le impide desarrollar en forma fluida y normal sus actividades cotidianas, ya que es muy difícil no hallar madera, árboles o sus derivados cayendo en aislamiento o encierro para evitarlos.